# Спурс, Кристен
Кристен Спурс  (англ. Kristen Spours, род. 11 апреля 2000 года в Кингстоне-апон-Темс, Великобритания) — британская фигуристка, выступающая в женском одиночном катании. Она — чемпионка Великобритании (2025).
По состоянию на 15 мая 2025 года занимает 39-е место в рейтинге Международного союза конькобежцев.

## Биография
Кристен Спурс родилась 11 апреля 2000 года в Кингстоне-апон-Темс. Она училась в школе Говарда Эффингема.
Она вышла замуж за Кори Ридса в октябре 2024 года. 

## Карьера

### Ранние годы
Кристен начала учиться кататься на коньках в 2006 году, заинтересовавшись этим после просмотра шоу «Танцы на льду». В сезоне 2012/2013 она выиграла бронзовую медаль среди новисом на чемпионате Великобритании. Её первым тренером была Вероника Богамолова, прежде чем она решила тренироваться под руководством Рут Вудсток в Guildford Spectrum и Кристиана Ньюберри в Lee Valley Ice Centre.

### 2015/2016: дебют на юниорских этапах Гран-при и на взрослом чемпионате мира
Впервые появившись на Гран-при среди юниоров, Спурс заняла двадцать первое место в Братиславе. Затем она дебютировала на взрослом международном турнире серии «Челленджер» Finlandia Trophy, где заняла пятнадцатое место. 
Кристен заняла четвёртое место на юниорском чемпионате Великобритании. На турнире Jégvirág Cup она выиграла золотую медаль и набрала минимальные технические баллы для участия на чемпионате мира в Бостоне. В результате она была включена в состав британской команды на чемпионат мира среди взрослых, несмотря на то, что на национальном чемпионате она выступала только на уровне юниоров. В Бостоне Спурс заняла тридцать шестое место.

### 2016/2017: дебют на юниорском чемпионате мира

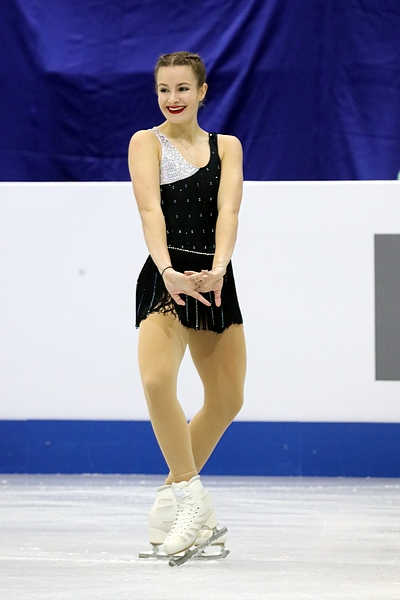
Кристен на юниорском чемпионате мира (2017)

Кристен начала сезон, участвуя в серии юниорского Гран-при, заняв тринадцатое место во Франции. Британская фигуристка продолжила совмещать юниорские старты со взрослыми и выступила на Lombardia Trophy, где стала двенадцатой. 
Спурс выиграла серебро на Denkova-Staviski Cup и бронзу на Merano Cup на взрослом уровне. В декабре 2016 года она стала чемпионкой Великобритании среди юниоров и заняла пятое место на взрослом уровне. Затем она выиграла серебро на Skate Helena. В марте она заняла шестнадцатое место в короткой программе, четырнадцатое в произвольной программе и пятнадцатое место в общем зачёте на чемпионате мира среди юниоров, который прошёл в Тайбэе. 

### 2017/2018: первая медаль взрослого чемпионата Великобритании
Кристен начала сезон с двух юниорских этапов Гран-при. В Австрии британская фигуристка заняла тринадцатое место, а в Италии четырнадцатое. Между тем, на взрослом уровне она стала восемнадцатой на Lombardia Trophy, пятой на Golden Bear of Zagreb и четвёртой на Merano Cup 2017. На чемпионате Великобритании 2018 года Спурс стала двукратной чемпионкой страны среди юниоров, а также завоевала свою первую медаль на взрослом чемпионате, став бронзовым призёром соревнований. 
На юниорском чемпионате мира, который прошёл в Софии, британка стала двадцать первой. 

### 2018/2019
Кристен выступила на юниорском этапе Гран-при в Словакии, где заняла тринадцатое место. Затем она завоевала бронзовую медаль на Volvo Open Cup на взрослом уровне. На чемпионате Великобритании 2019 года Спурс выиграла свой третий юниорский национальный титул подряд, а также завоевала вторую бронзовую медаль среди взрослых. Затем британка заняла шестое место на взрослом уровне на Dragon Trophy.
Выступая на чемпионате мира среди юниоров в Загребе, Кристен занял двадцатое место. После этого сезона британская фигуристка перенесла свою тренировочную базу в Вожани, где её новыми тренерами стали Флоран Амодио и София Гассуми.

### 2019/2020: пропуск сезона из-за травмы
Кристен Спурс пришлось пропустить весь следующий сезон из-за травмы позвоночника, которую она получила во время тренировок во Франции, из-за чего она перестала чувствовать левую ногу. Она заявила, что врачи сказали ей, что она может либо прооперировать её, что будет означать конец её карьеры в фигурном катании, либо пройти курс физиотерапии, что будет длительным процессом и может не сработать. В конечном итоге Спурс решила пройти курс физиотерапии, заявив: «Если бы это дало мне хотя бы 10-процентный шанс снова кататься, я бы пошла на это». 
Кристен два года занималась физиотерапией и заново училась кататься на коньках.

### 2020/2021: ковид
Из-за пандемии COVID-19 Кристен выступила только на Nebelhorn Trophy, где стала одиннадцатой.

### 2021/2022
Перед началом сезона Кристен сменила тренера, объявив, что она будет разделять своё время, тренируясь под руководством Филлипа Харриса в Ноттингеме, а также с Франки Бьянкони и Ондржеем Готареком в Бергамо.
Кристен начала сезон с девятнадцатого места турнире серии «Челленджер» Lombardia Trophy и восьмого места на Budapest Trophy. Затем она выиграла золотую медаль на Tirnavia Ice Cup. На чемпионате Великобритании Спурс заняла четвёртое место, прежде чем закрыть сезон серебряной медалью на Triglav Trophy. 
После сезона Кристен Спурс переехала в Суиндон, а её новыми тренерами стали Кристофер Бояджи и Зои Джонс.

### 2022/2023
Кристен начала сезон с двенадцатого места на Nepela Memorial, седьмого места на Trophée Métropole Nice Côte d'Azur и тринадцатого места на Ice Challenge 2022. На чемпионате Великобритании Кристен Спурс выиграла серебряную медаль, уступив только шестикратной чемпионке страны Наташе Маккей. Затем она выиграла золотую медаль на EduSport Trophy.
Кристен оказалась в заявке британской сборной на чемпионат мира в Сайтаме, так как среди британских фигуристок только у неё был техминимум. Она заняла двадцать седьмое место в короткой программе. Для попадания в произвольную программу ей не хватило 1,27 балла.

### 2023/2024
Кристен начала сезон с завоевания бронзовой медали на Volvo Open. Впоследствии она выиграла серебро на чемпионате Великобритании, уступив Нине Поуви. Неделю спустя она выступила на Golden Spin в Загребе, где заняла одиннадцатое место. 
Во второй половине сезона она выиграла серебряные медали на Bellu Memorial, Coupe du Printemps и Triglav Trophy.

### 2024/2025: золото чемпионата Великобритании, топ-10 чемпионата Европы, олимпийская квалификация

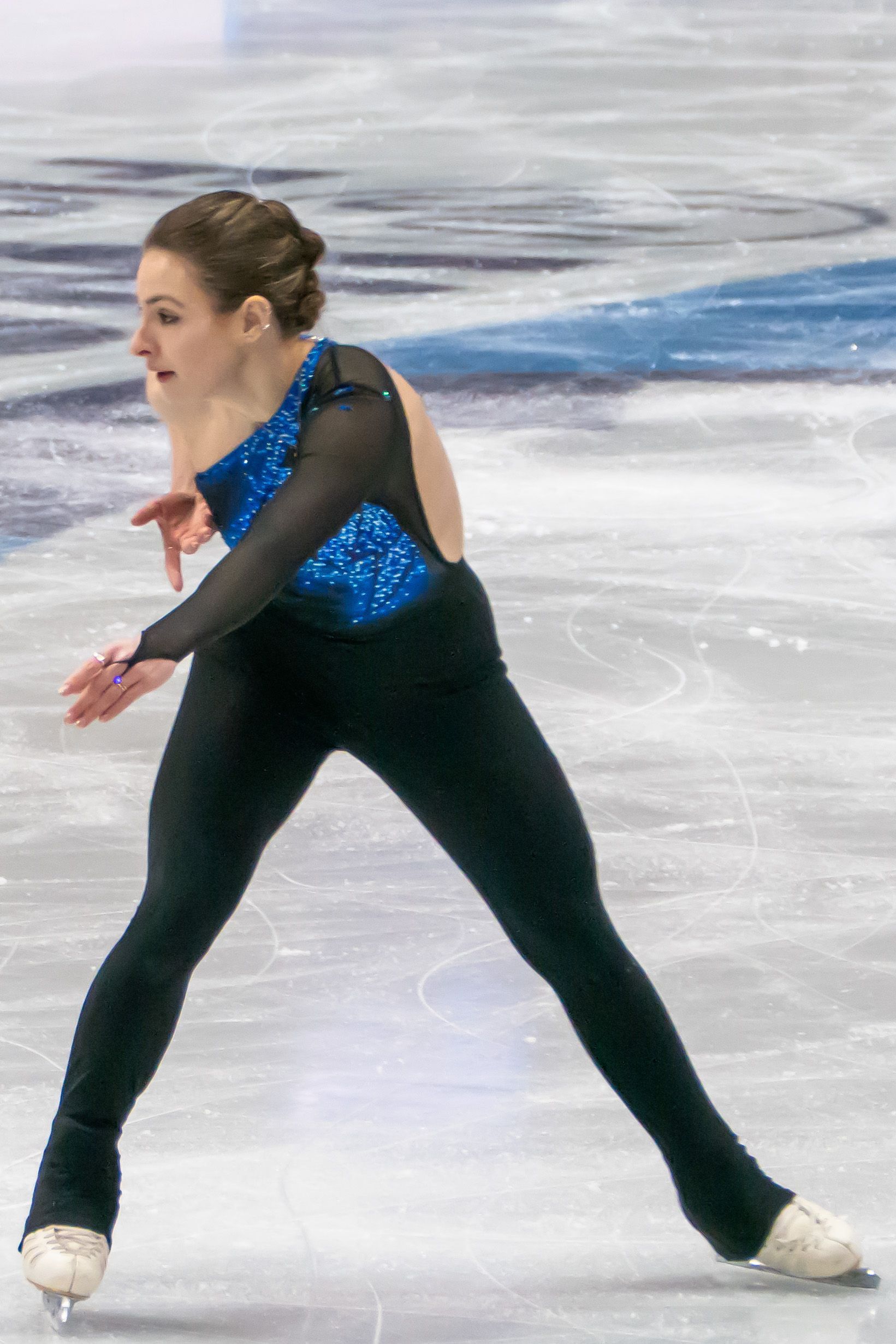
Кристен в 2025 году

Кристен Спурс в начале сезона выступила на двух «Челленджерах». Сначала она стала девятой на Lombardia Trophy, а затем двенадцатой в Будапеште. В начале ноября британская фигуристка выиграла Denkova-Staviski Cup.
В декабре Кристен впервые в карьере стала чемпионкой Великобритании на взрослом уровне. Впоследствии она завоевала серебряную медаль на турнире Sofia Trophy.
В конце января 2025 года Кристен впервые в карьере выступила на чемпионате Европы в Таллине. В короткой программе она заняла десятое место, а в произвольной девятое, что принесло ей эту же строчку в общем зачёте, обновив при этом новые личные достижения. Попадание в топ-10 обеспечило британским женщинам два места на чемпионате Европы, который через год должен пройти в Шеффилде. После соревнований она сказала: «Я честно не могу поверить, что я вошла в десятку лучших на своём первом чемпионате Европы! Это такой большой прилив уверенности, и я чувствую себя очень, очень, очень хорошо. Для меня очень важно показать, на что я способна на большой сцене. Я достигала более высоких результатов на небольших соревнованиях, но делать это здесь, на этом уровне, — это потрясающе. Я также так рада, что обеспечила себе дополнительное место на домашнем чемпионате Европы в Шеффилде. Будет так здорово разделить этот опыт с кем-то ещё» . 
В начале марта британская фигуристка завоевала серебряную медаль на Maria Olszewska Memorial в Польше.
На чемпионате мира, который в конце марта прошёл в Бостоне, разыгрывались первые олимпийские путёвки. Кристен заняла двадцать второе место в короткой программе и впервые в карьере вышла в произвольную программу. Во второй день соревнований она упала на тройном флипе, но осталась на двадцать втором месте в общем зачёте. Этот результат позволил ей привезти квоту сборной Великобритании  на зимние Олимпийские игры, которые через год пройдут в Милане.

## Программы
| Сезон     | Короткая программа                                                                                              | Произвольная программа |
| --------- | --- | --- |
| 2024/2025 | - Love is a Bitch Two feet хореография Ллойд Джонс                                                              | - Warriors Imagine Dragons в исполнении 2WEI и Эдда Хейса хореография Ллойд Джонс                                                                                                 |
| 2023/2024 | - Love is a Bitch Two feet хореография Ллойд Джонс                                                              | - Warriors Imagine Dragons в исполнении 2WEI и Эдда Хейса хореография Ллойд Джонс                                                                                                 |
| 2022/2023 | - Джеймс Бонд - No Time to Die Билли Айлиш - Cuba Chase - Shouldn't We Get to Know Each Other First Ханс Циммер | - Убить Билла - Bang Bang (My Baby Shot Me Down) Нэнси Синатра - The Lonely Shepherd Георге Замфир - Battle Without Honor or Humanity Томоясу Хотэй                               |
| 2020/2022 | - Oblivion - Yo Soy María Астор Пьяццолла в исполнении Лауры Фридрих Тейеро хореография Флоран Амодио           | - Мулен Руж! - The Show Must Go On Queen в исполнении Николь Кидман и Джима Бродбента - One Day I'll Fly Away Рэнди Кроуфорд в исполнении Николь Кидман хореография Флоран Амодио |
| 2018/2019 | - Caught Out in the Rain Бет Харт хореография Флоран Амодио                                                     | Ла-Ла Ленд: - Epilogue Джастин Гурвиц - Audition (The Fools Who Dream) в исполнении Эммы Стоун хореография Флоран Амодио                                                          |
| 2017/2018 | - I Put a Spell on You Скримин Джей Хокинс в исполнении Джеффа Бека и Джосс Стоун хореография Марк Нейлор       | - Gypsy Overture Жюль Стайн хореография Марк Нейлор |
| 2016/2017 | - Joyà (из Cirque du Soleil) хореография Марк Нейлор                                                            | - Mack and Mabel: The Ouverture Джерри Херман хореография Марк Нейлор |
| 2015/2016 | - Feeling Good Энтони Ньюли, Лесли Брикасс хореография Марк Ханретти                                            | - Спартак Арам Хачатурян хореография Марк Ханретти |

## Спортивные достижения
| Соревнования                           | 12/13         | 13/14         | 14/15         | 15/16         | 16/17         | 17/18         | 18/19         | 20/21         | 21/22         | 22/23         | 23/24         | 24/25         |
| Международные                          | Международные | Международные | Международные | Международные | Международные | Международные | Международные | Международные | Международные | Международные | Международные | Международные |
| -------------------------------------- | ------------- | ------------- | ------------- | ------------- | ------------- | ------------- | ------------- | ------------- | ------------- | ------------- | ------------- | ------------- |
| Чемпионаты мира                        |               |               |               | 36            |               |               |               |               |               | 27            |               | 22            |
| Чемпионаты Европы                      |               |               |               |               |               |               |               |               |               |               |               | 9             |
| CS Budapest Trophy                     |               |               |               |               |               |               |               |               | 8             |               |               | 12            |
| CS Golden Spin of Zagreb               |               |               |               |               |               |               |               |               |               |               | 11            |               |
| CS Icechallenge                        |               |               |               |               |               |               |               |               | 23            | 13            |               |               |
| CS Nebelhorn Trophy                    |               |               |               |               |               |               |               | 11            |               |               |               |               |
| CS Nepela Memorial                     |               |               |               |               |               |               |               |               |               | 12            |               |               |
| CS Finlandia Trophy                    |               |               |               | 15            |               |               |               |               |               |               |               |               |
| CS Lombardia Trophy                    |               |               |               |               | 12            | 18            |               |               | 19            |               |               | 9             |
| Bellu Memorial                         |               |               |               |               |               |               |               |               |               |               | 2             |               |
| Challenge Cup                          |               |               |               |               | 10            |               |               |               |               | 13            |               |               |
| Coupe du Printemps                     |               |               |               |               |               |               |               |               |               |               | 2             |               |
| Denkova-Staviski Cup                   |               |               |               |               | 2             |               |               |               |               |               |               | 1             |
| Dragon Trophy                          |               |               |               |               |               |               | 6             |               |               |               |               |               |
| EduSport Trophy                        |               |               |               |               |               |               |               |               |               | 1             |               |               |
| Golden Bear of Zagreb                  |               |               |               |               |               | 5             |               |               |               |               |               |               |
| Jégvirág Cup                           |               |               |               | 1             |               |               |               |               |               |               |               |               |
| Maria Olszewska Memorial               |               |               |               |               |               |               |               |               |               |               |               | 2             |
| Merano Cup                             |               |               |               |               | 3             | 4             |               |               |               |               |               |               |
| Skate Helena                           |               |               |               |               | 2             |               |               |               |               |               |               |               |
| Sofia Trophy                           |               |               |               |               |               | 8             |               |               |               |               |               | 2             |
| Triglav Trophy                         |               |               |               |               |               |               |               |               | 2             |               | 2             |               |
| Tirnavia Ice Cup                       |               |               |               |               |               |               |               |               | 1             |               |               |               |
| Trophée Métropole Nice Côte d'Azur     |               |               |               |               |               |               |               |               |               | 7             |               |               |
| Volvo Open Cup                         |               |               |               |               |               |               | 3             |               |               |               | 3             |               |
| Международные: юниоры                  |               |               |               |               |               |               |               |               |               |               |               |               |
| Чемпионаты мира среди юниоров          |               |               |               |               | 15            | 21            | 20            |               |               |               |               |               |
| Этапы юниорского Гран-при, Австрия     |               |               |               |               |               | 13            |               |               |               |               |               |               |
| Этапы юниорского Гран-при, Франция     |               |               |               |               | 13            |               |               |               |               |               |               |               |
| Этапы юниорского Гран-при, Италия      |               |               |               |               |               | 14            |               |               |               |               |               |               |
| Этапы юниорского Гран-при, Словакия    |               |               |               | 21            |               |               | 13            |               |               |               |               |               |
| Avas Cup                               |               |               | 1             |               |               |               |               |               |               |               |               |               |
| Grand Prix of Bratislava               |               |               |               |               | 1             |               |               |               |               |               |               |               |
| Hellmut Seibt Memorial                 | 12            | 25            |               |               |               |               |               |               |               |               |               |               |
| Jégvirág Cup                           |               |               | 2             |               |               |               |               |               |               |               |               |               |
| Lombardia Trophy                       |               | 12            |               |               |               |               |               |               |               |               |               |               |
| Mentor Toruń Cup                       |               |               | 3             | 12            |               |               |               |               |               |               |               |               |
| Merano Cup                             |               | 14            |               |               |               |               |               |               |               |               |               |               |
| Национальные                           |               |               |               |               |               |               |               |               |               |               |               |               |
| Чемпионат Великобритании               |               |               |               |               | 5             | 3             | 3             |               | 4             | 2             | 2             | 1             |
| Чемпионат Великобритании среди юниоров |               | 6             | 5             | 4             | 1             | 1             | 1             |               |               |               |               |               |